# Nina Skeime
Nina Skeime (21 maggio 1962) è un'ex fondista norvegese.

## Biografia
In Coppa del Mondo ottenne il primo risultato di rilievo il 12 marzo 1982 a Falun (8ª) e come migliori piazzamenti due settimi posti.
In carriera prese parte a due edizioni dei Campionati mondiali, vincendo due medaglie.

## Palmarès

### Mondiali
- 2 medaglie:
  - 1 argento (staffetta[1] a Oberstdorf 1987)
  - 1 bronzo (staffetta[1] a Lahti 1989)

### Coppa del Mondo
- Miglior piazzamento in classifica generale: 16ª nel 1987